# Wikstroemia chamaedaphne
Wikstroemia chamaedaphne är en tibastväxtart som först beskrevs av Aleksandr Andrejevitj Bunge, och fick sitt nu gällande namn av Meisner. Wikstroemia chamaedaphne ingår i släktet Wikstroemia och familjen tibastväxter. Inga underarter finns listade i Catalogue of Life.